# Враувенпарохі
Враувенпарохі (нід. Vrouwenparochie, нід. вимова: [ˈvrɑu̯.ə(n).paːˌrɔ.xi]) — село в нідерландській провінції Фрисландія. Входить до муніципалітету Вадхуке.
Його площа становить 12,92км², а населення станом на 2021 рік складало 685 осіб.
Перша згадка про населений пункт датується 1570 роком.

## Галерея

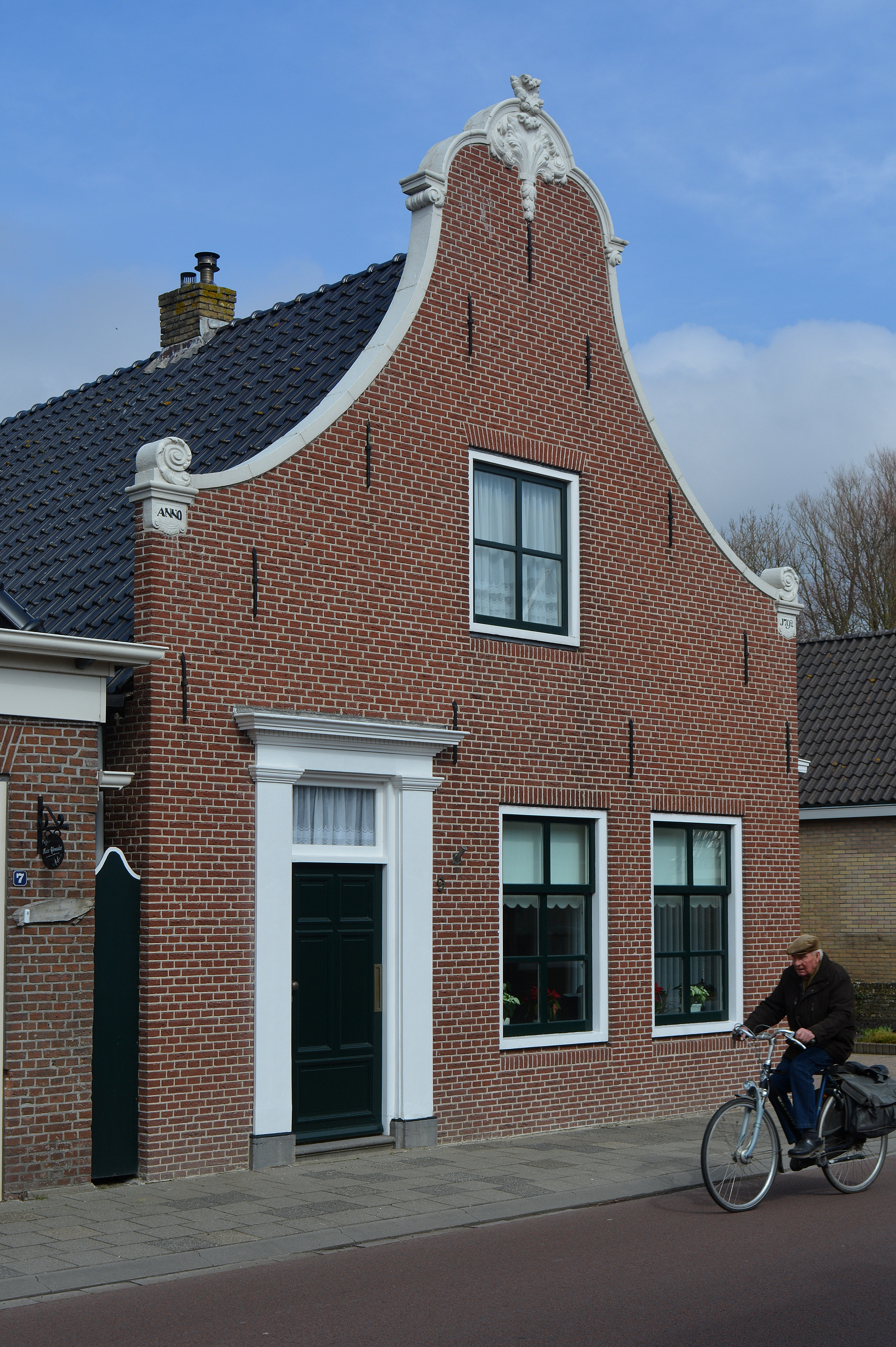
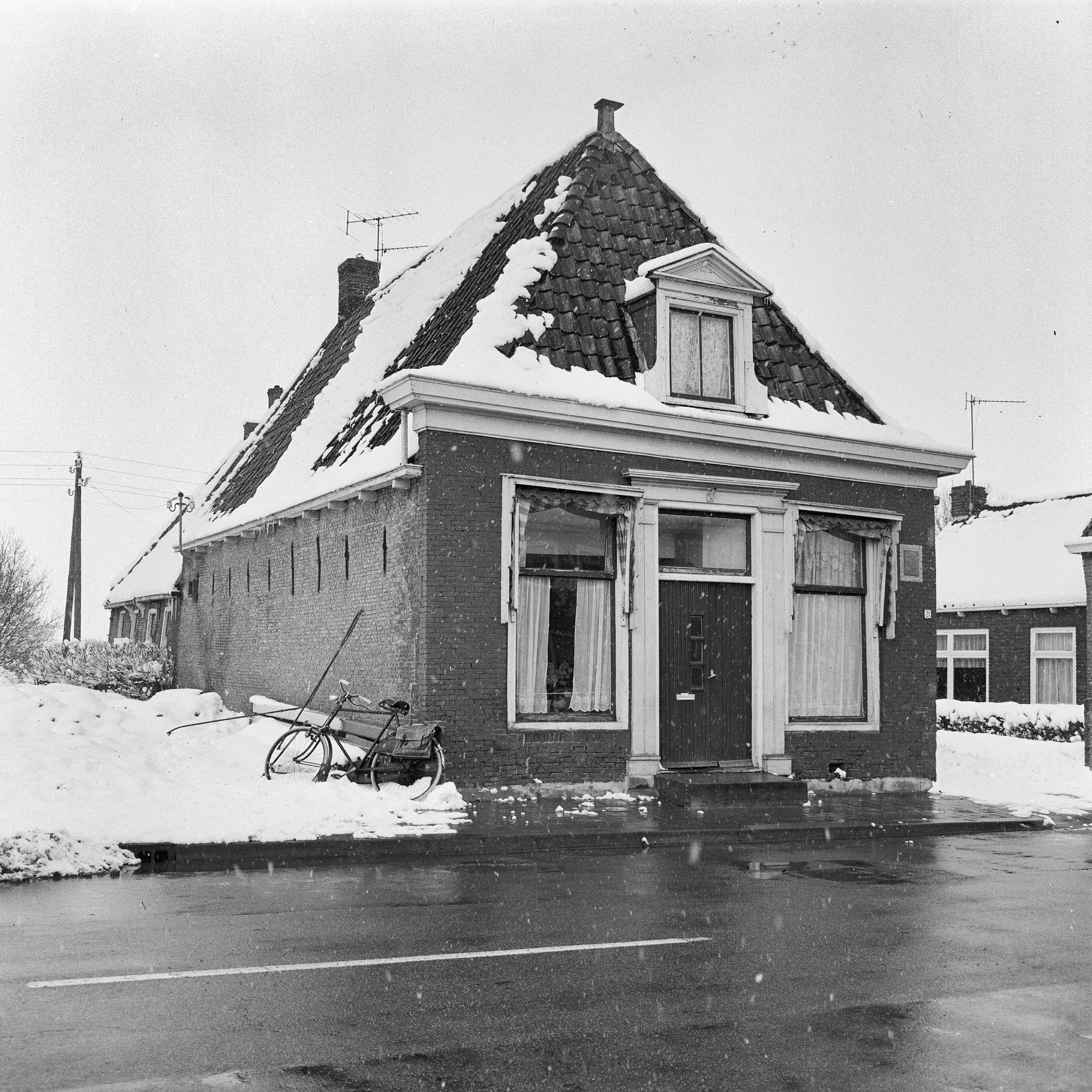
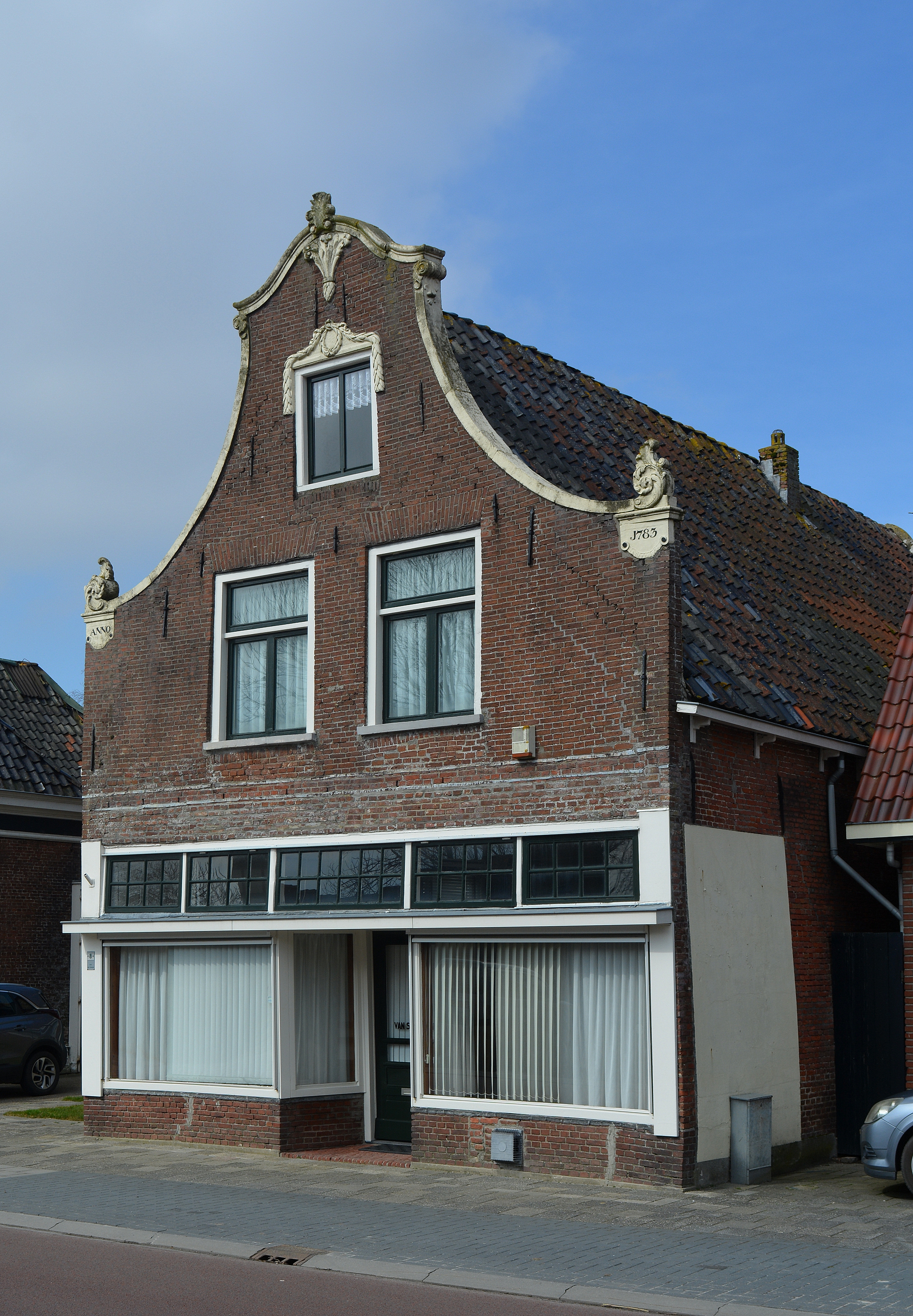
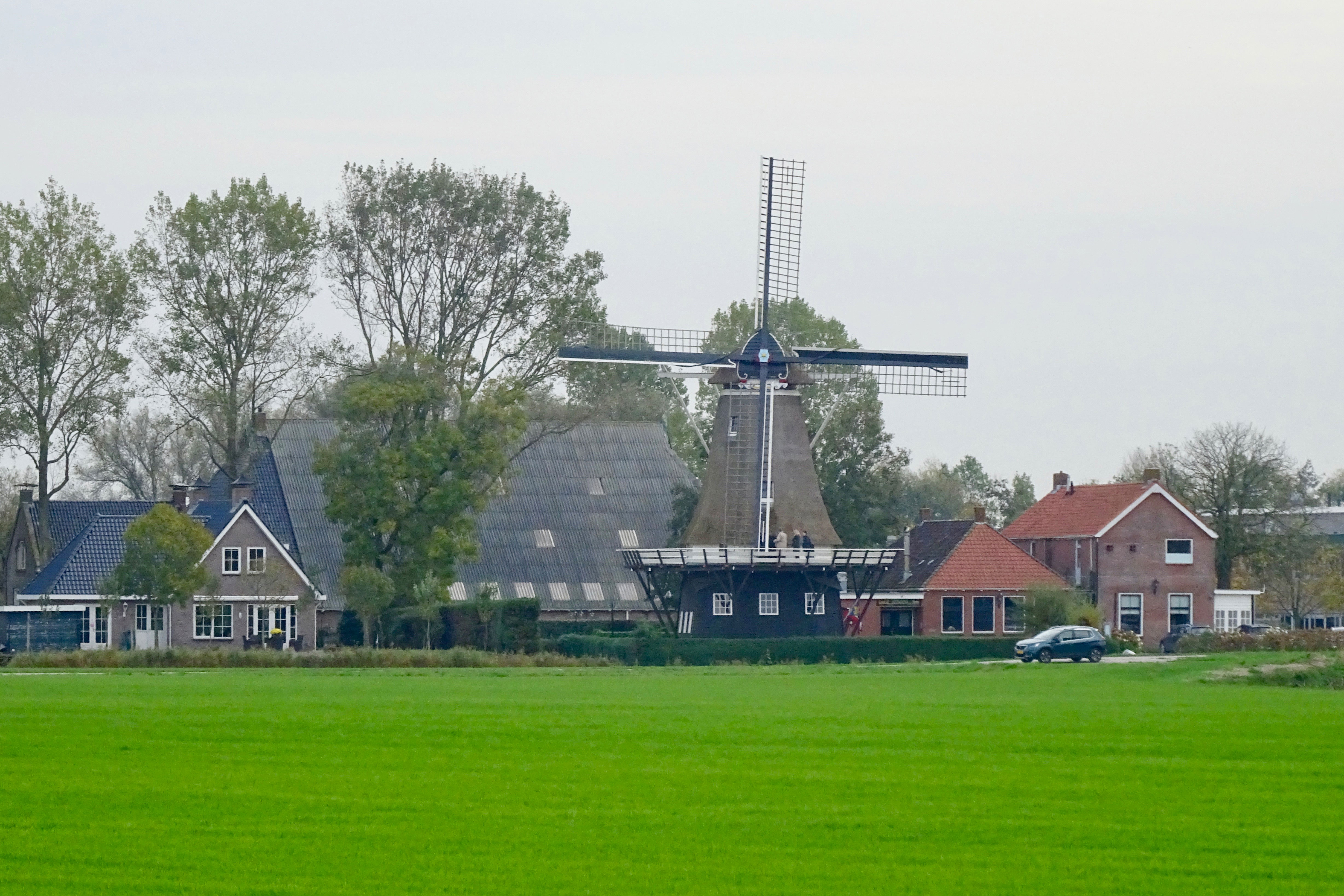